# Ángel Torres Ruiz
Ángel Rafael Torres Ruiz (La Ciénaga, Azua,  24 de octubre de 1952-1 de febrero de 2025) fue un lanzador dominicano que jugó en las Grandes Ligas de Béisbol con los Rojos de Cincinnati durante la temporada de 1977. 

## Carrera deportiva
Torres terminó con un récord de 0-0, una efectividad de 2.16 en cinco partidos en su único año de carrera. Fue firmado por los Cardenales de San Luis en 1971 como amateur, luego cambiado a los Expos de Montreal después de la temporada de 1976 junto a Bill Greif y Sam Mejías por Tony Scott, Steve Dunning y Pat Scanlon. Torres fue adquirido más tarde por los Rojos a principios de la temporada 1977.